# St. Sebastian (Rosenheim)

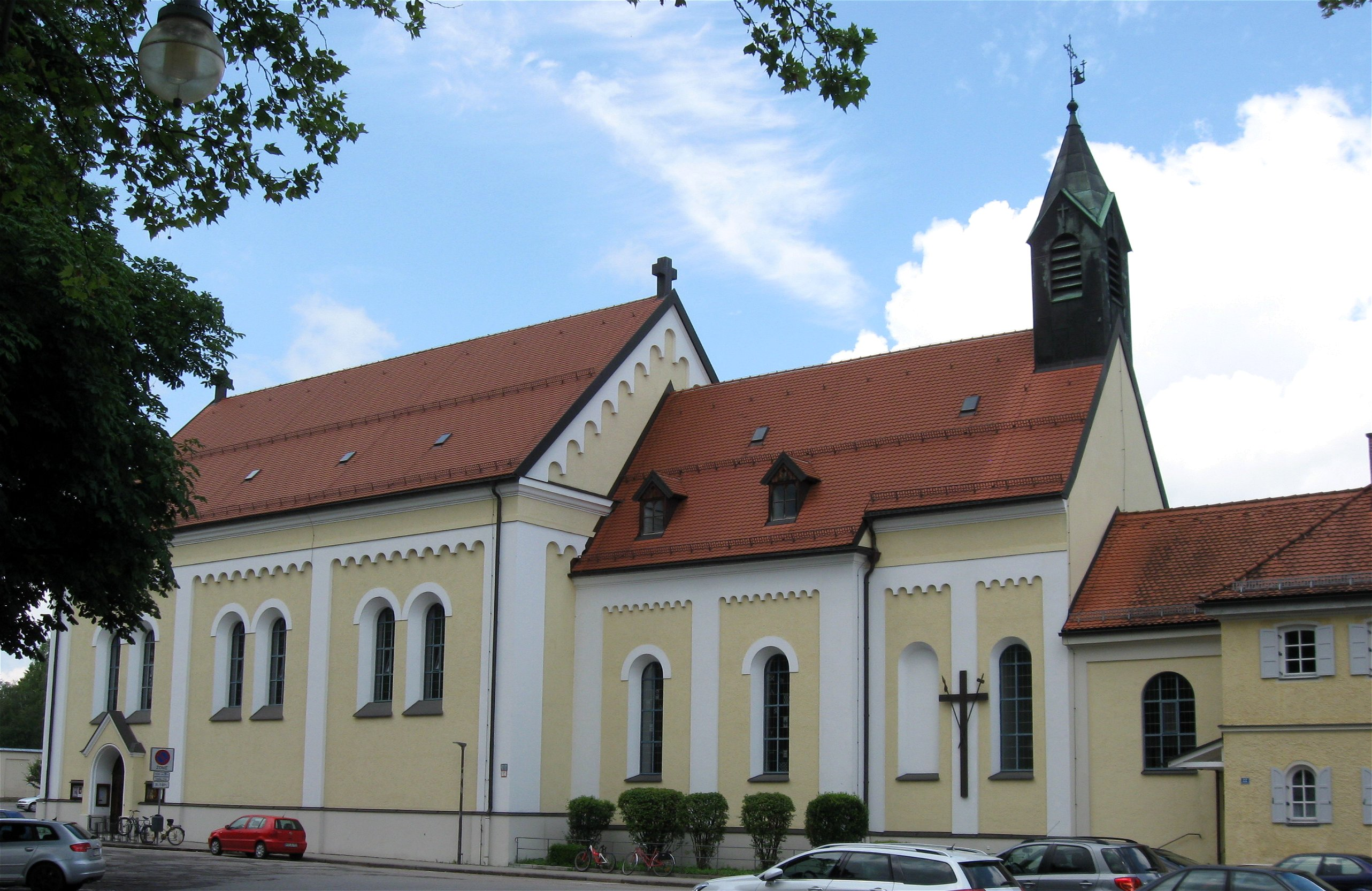
St. Sebastian in Rosenheim

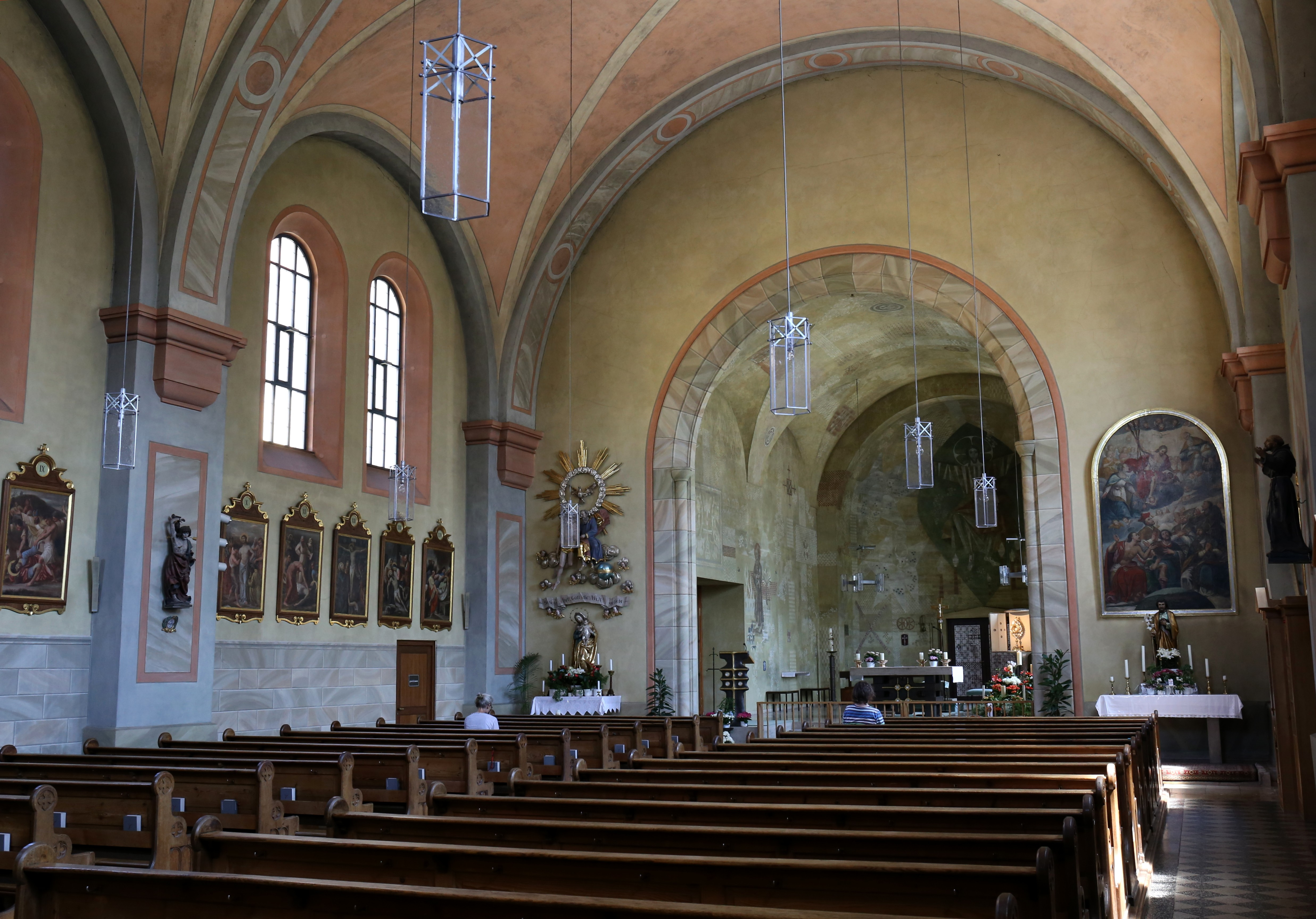
Innenansicht

Die römisch-katholische Klosterkirche des Kapuzinerklosters Rosenheim St. Sebastian steht in der oberbayerischen Stadt Rosenheim. Sie ist in der Liste der Baudenkmäler in Rosenheim als Baudenkmal unter der Nr. D-1-63-000-78 eingetragen. Die Kirche gehört zum Dekanat Rosenheim im Erzbistum München und Freising.

## Beschreibung
Die 1655 errichtete Saalkirche wurde 1855/56 im Zuge der Wiedereinrichtung des Klosters um den eingezogenen neoromanischen Anbau des Presbyteriums und des Betchors erweitert. 1889/90 erfolgte die Vergrößerung des Langhauses nach Plänen von Bruno Specht. Auf dem Satteldach des Chors erhebt sich ein quadratischer, mit einem spitzen Helm bedeckter Dachreiter, der den Glockenstuhl enthält. Der Innenraum des Langhauses ist mit einem Kreuzgratgewölbe überspannt.
Die Orgel wurde um 1953 von Ludwig Wastlhuber erbaut.